# Centro de Instrucción Comercial (Madrid)

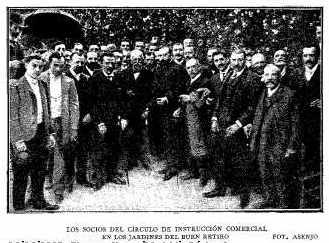
Socios del Círculo de Instrucción Comercial reunidos en 1903 en los Jardines del Buen Retiro en Madrid, en ocasión del XXI aniversario de su fundación.

El Centro de Instrucción Comercial fue una institución de enseñanza en Madrid entre el final del siglo xix y el primer tercio del xx, para la formación de dependientes del comercio madrileño. 
Se creó bajo los auspicios del Círculo de la Unión Mercantil e Industrial de Madrid, del cual recibió una subvención anual de unas 4.000 pesetas, entre 1885 y 1897. Fue inaugurado en el salón de dicho Círculo Mercantil el día 29 de junio de 1882, por el diputado a Cortes Juan Fabra y Floreta, que fue también su primer presidente..
La institución se estableció primero en el número 1 de la calle Capellanes de la capital de España, después en calle de Atocha, 20,  hasta que en 1895 se trasladó a la Plaza del Ángel, 8,  en el edificio que fuera palacio de los condes de Montijo.

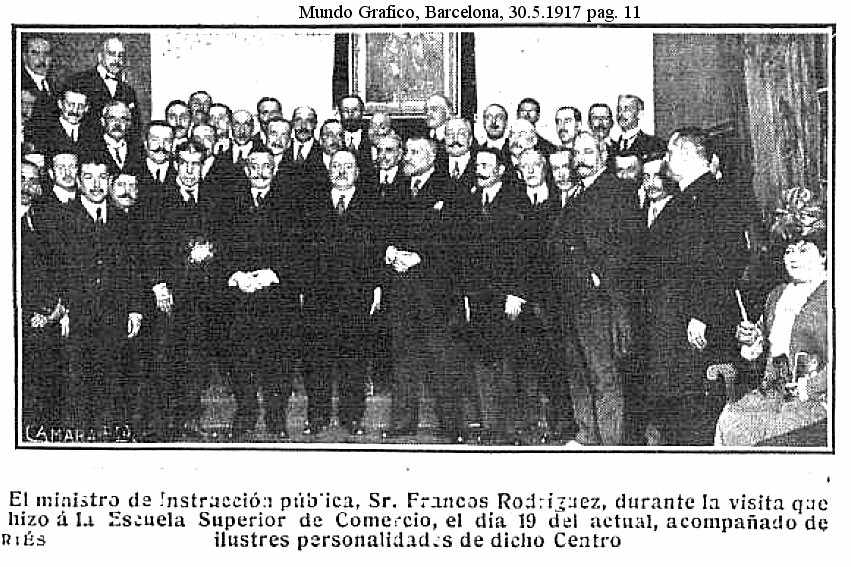
Visita del ministro de Comercio José Francos Rodríguez, en 1917.

En el 1903 alcanzaba 889 alumnos matriculados. En 1911 tenía 24 asignaturas o materias impartidas por siete profesoras y 26 profesores, y su matrícula contaba con 1822 inscripciones, siendo de ellas 591 correspondientes a meritorios, o sea gratuitas. En el 1914 se alcanzaron 1849 matrículas, de las cuales 700 recibieron enseñanza gratuita, habiéndose concedido premios en cartillas del Monte de Piedad, inscripciones en el Instituto Nacional de Previsión y otros organismos, por valor de 1.320 pesetas.
Desde el 1900 hasta el 1911 fue su presidente Eugenio Sainz Romillo (1860-1931), abogado, profesor mercantil, propietario e industrial de Madrid y Antonio Munsuri Sainz (1853-1901), comerciante y político, ocupó el cargo de vicepresidente, pasando a ser en marzo presidente interino durante un tiempo, pues Eugenio Sainz Romillo quiso dedicarse por completo a la reorganización de la Unión Nacional.
En ocasión del XXVIII aniversario del Centro en el 1910 fue invitada al banquete la famosa actriz Araceli Sánchez Imaz